# قائم‌آباد (کرمان)
قائم‌آباد روستایی در دهستان اختیارآباد بخش مرکزی شهرستان کرمان استان کرمان ایران است. این روستا به دلیل لفظ اشتباه قام آباد شناخته می‌شود.

## جمعیت
بر پایه سرشماری عمومی نفوس و مسکن در سال ۱۳۹۵ جمعیت این روستا ۴٬۴۶۲ نفر (۱٬۲۰۸خانوار) بوده‌است.